# 光屈性

光の刺激を受けた結果、光を受けてない側の成長が促され光の方向に向かう

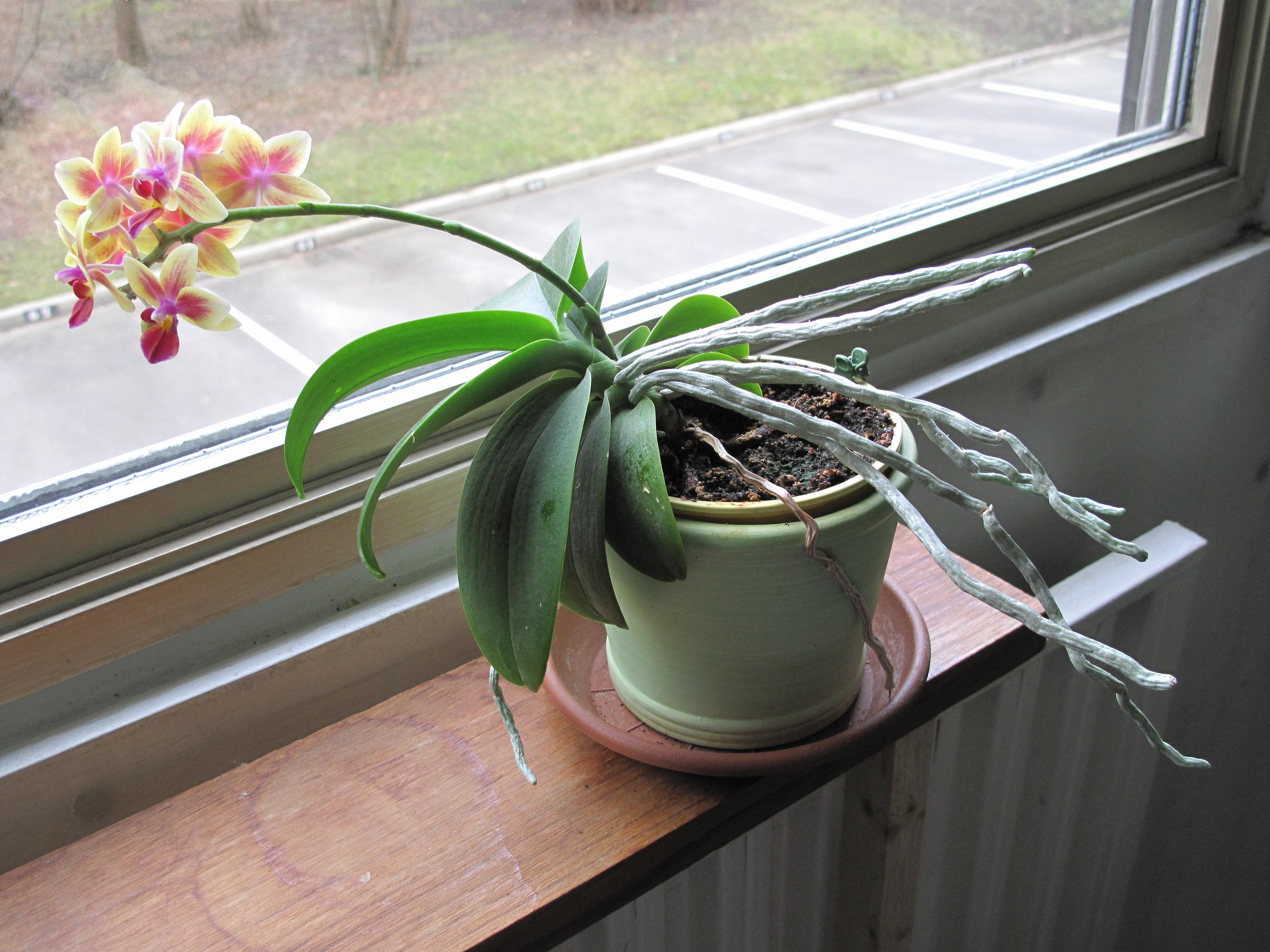
コチョウラン属の例

光屈性（ひかりくっせい、英: phototropism）とは、光の入射方向に対応して、植物等の成長方向が変化する性質の事である。植物でよくみられる現象であるが、菌類などの他の生物でも観測される。屈光性（くっこうせい）という場合もある。
植物の地上部は、成長を促す植物ホルモン（オーキシン）を光の影になる部分に移動させる性質があるので、これによって日陰側の成長が促進され、地上部が日の当たる方向に曲がることになる。その結果、葉などが効率よく光合成できるよう成長する。
光の方向に向かう性質を正の光屈性、光とは逆の方向に向かう性質を負の光屈性という。植物の根は、負の光屈性と重力屈性の両方の影響を受けて成長する。また、木などに巻き付く蔦などは、日を遮る物の方に向かう性質がある。

## 歴史

ダーウィンの実験

ボイセン・イェンセンの実験

ウェントの実験

1880年に、進化論で著名なチャールズ・ダーウィンと、その息子フランシス・ダーウィンが、「植物の運動」という本の中で、イネ科植物が芽生え時に覆っている子葉鞘を使い、青色光が光屈性を引き起こすこと、光の受容部位は子葉鞘の先端に存在するのに対し，屈曲する部位は先端より下であることから、先端から何かしらの「影響」が伝えられている事を示唆した。1910年に、ボイセン・イェンセンは、ダーウィンの実験と同じイネ科植物であるエンバク（オーツ麦、マカラスムギ）の子葉鞘を使った実験を行った。先端部にゼラチンをはさんでも光の方へ屈曲し、先端部の光の当たる側に雲母片をはさんでも光の方へ屈曲したが、光の反対側に雲母片をはさむと光の方へ屈曲しないことを発見する。このことは、光が当たらない側の先端部から何かしらの「影響」が下部に伝えられていることを示唆している。1928年に、ウェントは、先端部を切除し、その切除した先端部の下側に寒天片を敷き、しばらく置いた後、その寒天片を先端部が切除された子葉鞘の切り口の上に載せる実験を行った。寒天片は切り口の光が当たらない側にだけ置いた。すると、子葉鞘は寒天片をのせた反対側に屈曲した。続いて、切除した先端部の下側に光の当たる側に一つ、光の当たらない側に一つ隣り合うように寒天片を敷いた。それらの寒天をそれぞれ切り口の光が当たらない側にだけ置いた。すると、光の当たらない側に敷いた寒天片を載せた子葉鞘の方がより大きく屈曲した。これは茎の成長を促進する物質が光の当たらない側に移動し、成長させたことを示唆している。なお、この光屈性による屈曲度合いを測る方法としてアベナ法が用いられる。アベナ法は、エンバク（アベナともいう）の先端部を除去し、オーキシンを含む寒天を載せて屈曲角を測り、オーキシン濃度を測定する手法である
。

## メカニズム

オーキシンは光の当たらない方へ移動する

オーキシンの移動により細胞の成長に差異が生じる

光屈性は主にオーキシンで起こる。オーキシンは茎の先端部分で合成され、光の当たらない方向に移動し、そこから極性移動を行う。オーキシンはある一定濃度において茎の細胞の成長を促進するため、光の方へ植物は屈曲する。
フォトトロピン
フォトトロピンは、光受容体タンパク質キナーゼで、青色光により自己リン酸化して光屈性に影響を与える。